# Plesiosoricidae
Os plesiosoricídeos (Plesiosoricidae Winge, 1917) eram uma família de mamíferos placentários pré-históricos da ordem (ou superordem, dependendo da classificação Insectivora, pertencendo aos subgrupos Lipotyphla ou Eulipotyphla, Soricomorpha, Soricota. Junto com os Nyctitheriidae e Soricidae formam a superfamília dos Soricoidea.
Os plesiosoricidae habitaram a América do Norte e a Eurásia, com fósseis encontrados entre o Eoceno inferior e o Mioceno superior. seus parentes vivos mais próximos são os musaranhos.

## Taxonomia
Segundo a classificação proposta por Lopatin, 2006 

Família Plesiosoricidae Winge,1917
- Subfamília Butseliinae Quinet & Misonne, 1965
  - Butselia Quinet & Misonne,1965 - Oligoceno Inferior, Europa.
    - Butselia biveri Quinet & Misonne,1965

  - Pakilestes Russell & Gingerich, 1981 - Eoceno Médio, Paquistão.
    - Pakilestes lathrius Russell & Gingerich, 1981 - Eoceno Médio, Paquistão.

  - Ordolestes Lopatin,2006 - Eoceno Inferior, Ásia
    - Ordolestes ordinatus Lopatin,2006 - Bumbaniano, Eoceno Inferior, Formação Naran-Bulak, Mongólia.
- Subfamília Plesiosoricinae
  - Plesiosorex
  - Meterix
  - Ernosorex Wang & Li, 1990
    - Ernosorex jilinensis Wang & Li, 1990 - Eoceno Médio, China